# Renaissance-Theater

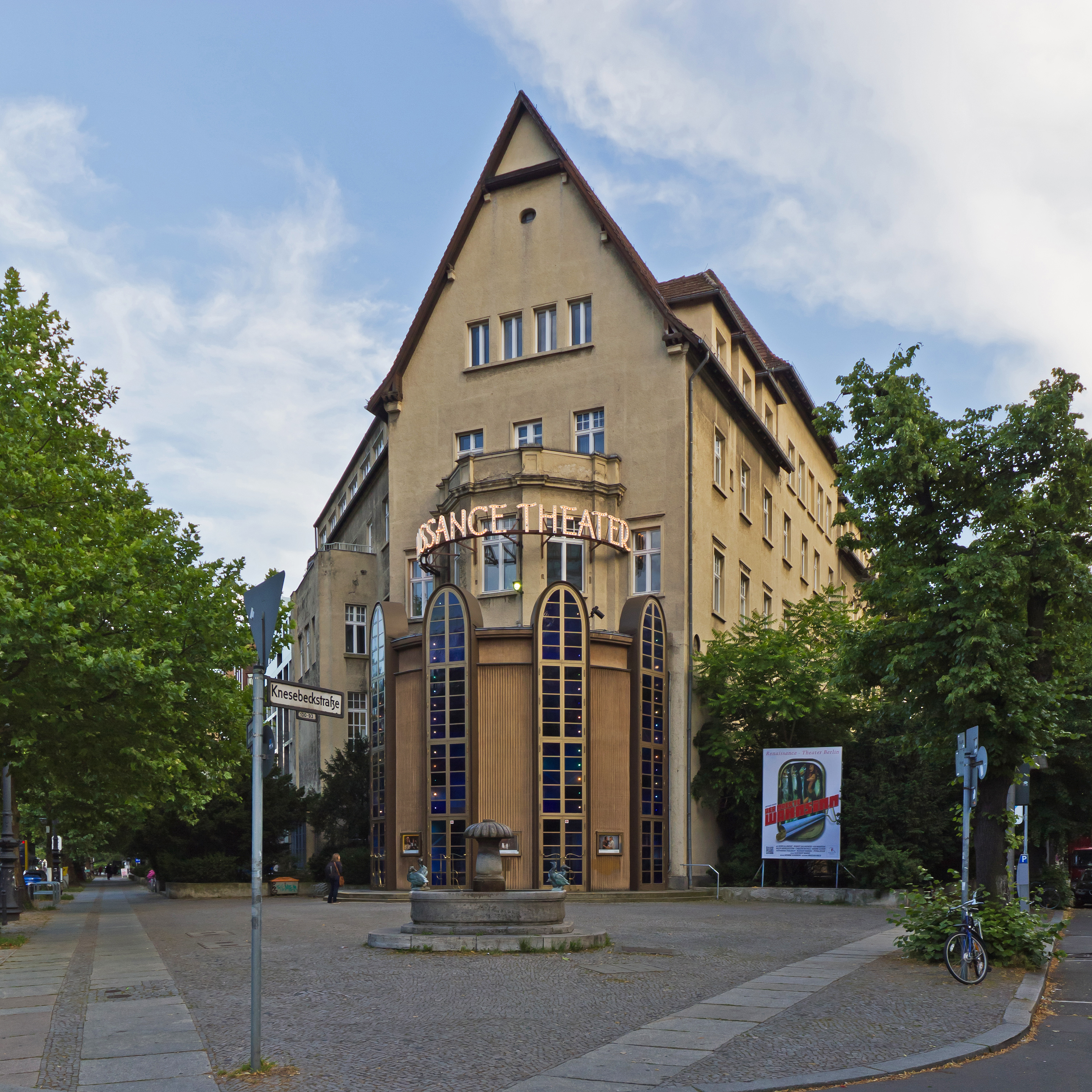
Le Renaissance-Theater de Berlin.

Le Renaissance-Theater (« Théâtre de la Renaissance ») est un théâtre situé dans le quartier Charlottenbourg de Berlin. Inauguré en 1922, il est un des derniers théâtre d'Europe de style Art déco placé sous la protection du patrimoine culturel.

## Histoire
Le bâtiment, construit selon les plans des architectes Konrad Reimer et Friedrich Korte en 1902, était une salle de réunion pour une société d'étudiants (Studentenverbindung) à l’École technique supérieure de Berlin voisine. En 1919, il a été converti en salle de cinéma. 
Le 18 octobre 1922 vit l'inauguration du théâtre sous la direction de Ferdinand Bruckner (Theodor Tagger) avec la première de la pièce Miss Sara Sampson de Gotthold Ephraim Lessing. Bruckner continuait à exercer la fonction de directeur jusqu'au commencement de la reconstruction en 1926. C'est l'architecte hongrois Oskar Kaufmann (1873-1956), à qui l'on doit la Volksbühne Berlin, ainsi que l'aménagement du Theater am Kurfürstendamm et de l'opéra Kroll, qui transforma ce bâtiment en style Art déco, avec la collaboration artistique de César Klein (1876-1954) pour la décoration intérieur et les balcons aux styles de la commedia dell'arte. 
Après une phase complète de travaux de transformation, le théâtre a rouvert ses portes le 8 janvier 1927. À la suite de l'accession au pouvoir du régime nazi en 1933, le théâtre fut dépossédé et devient une scène secondaire du Schillertheater. À partir de 1937, les étages supérieurs furent utilisés par la Chambre de la littérature du Reich. Durant la Seconde Guerre mondiale, le bâtiment subit d'importants dégâts en raison des combats. 
Le 27 mai 1945 déjà, en moins de trois semaines après la fin de la guerre, le théâtre fut de nouveau en activité. Les travaux de réfection se sont prolongés jusqu'en 1946. Une vaste rénovation se fit en 1985.
À l'avant du théâtre, s'élève la Fontaine aux canards réalisée en 1911 par August Gaul.

## Personnalités liées au théâtre Renaissance
(Liste non exhaustive)
- Tilla Durieux
- Curt Goetz
- Otto Eduard Hasse
- Lucie Höflich
- Hilde Körber
- Theodor Loos
- Otto Sander
- Olga Tchekhova
- Helene Weigel
- Hans Hermann Schaufuss